# Секирная Гора
Секи́рная гора́ — холм на Большом Соловецком острове. Высота — 77,5 метра над уровнем моря. Административно относится к Соловецкому сельскому поселению Приморского района Архангельской области России. На горе расположен Вознесенский скит Соловецкого монастыря. На самой вершине Секирной горы построена церковь-маяк.
Геолог Александр Иностранцев, проводивший в конце XIX века геологические исследования на Соловках, утверждал, что Секирная гора образована ледниковыми наносами.
В 1920—1930 годы здесь располагался штрафной изолятор, 4-е отделение Соловецкого лагеря особого назначения, своего рода соловецкий карцер. Патриарх Кирилл вспоминал о своём деде, пережившем то время: «Тот самый дед Василий Степанович, ставший потом отцом Василием, мне, ребёнку, обо всём этом рассказывал. Он говорил о том, что он никогда не имел страха в сердце, никогда. Что его невозможно было испугать, хотя он был на волосок от смерти, находясь вместе со святителем Иларионом в то же самое время на Соловках и пройдя через страшные испытания карцера на Секирной горе. Это испытание мало кто выдерживал, обычно люди умирали. А дед остался жив. И, выйдя из этих тюрем, уже в 55-м году, почти через 10 лет после того, как отец мой принял сан, он принял сан вначале дьякона, а потом священника и служил в далёкой башкирской деревне до девяносто одного года. Я храню его заветы, его заповеди. И для меня это был живой опыт и живой образ человека, который знал, что такое любовь Божия».
По воспоминаниям бывших заключенных, Секирная гора, где размещался штрафной изолятор лагеря, была местом единичных и массовых расстрелов.
В боковом приделе храма сейчас расположен музей штрафного изолятора.